# Relaciones Bangladés-México
Las naciones de Bangladés y México establecieron relaciones diplomáticas en 1975. Ambas naciones son miembros de las Naciones Unidas y de la Organización Mundial del Comercio.

## Historia
Las relaciones diplomáticas entre los dos países se establecieron oficialmente el 8 de julio de 1975, cuatro años después de que Bangladés obtuviera su independencia del Pakistán. Al principio, las relaciones entre ambas naciones se han dado principalmente en organizaciones multinacionales como las Naciones Unidas.
En 1981, el presidente bangladesí Abdus Sattar hizo una visita a México para asistir a la Cumbre Norte-Sur en Cancún y se reunió con su homólogo mexicano, José López Portillo. En 2011, el Viceministro de Relaciones Exteriores de Bangladés, Mohamed Mijarul Quayes, realizó una visita a México y se reunió con su homóloga la subsecretaria de Relaciones Exteriores, Lourdes Aranda Bezaury, para discutir la promoción de mayores intercambios y acciones de cooperación entre ambos países, con el propósito de fortalecer su relación bilateral. En 2012, Bangladés abrió su primera embajada residente en la Ciudad de México.
En 2015, el ministro de Estado bangladesí Shahriar Alamhahriar Alam realizó una visita a México para celebrar los 40 años de relaciones diplomáticas de ambas naciones. Mientras estaba en México, el ministro Alam se reunió con el secretario de Relaciones Exteriores de México José Antonio Meade donde ambos funcionarios resaltaron la importancia de intensificar el diálogo político con el fin de incrementar los vínculos económicos, de inversión y de cooperación científica y tecnológica entre ambas naciones. En 2017, la senadora mexicana Gabriela Cuevas Barron encabezó una delegación a Bangladés para asistir a la Asamblea de la Unión Interparlamentaria que se celebró en Daca.
En 2021, ambas naciones celebraron su primera reunión para el mecanismo de consulta bilateral la cual se llevó a cabo de manera virtual. Ese mismo año, el ministro de Estado bangladesí Shahriar Alamhahriar Alam regresó a México para asistir al Bicentenario de la Independencia de México. El ministro Alam también sostuvo una reunión bilateral con el secretario de Relaciones Exteriores Marcelo Ebrard.

## Vistas de alto nivel

El presidente bangladesí Abdus Sattar asistiendo a la Cumbre Norte-Sur en Cancún junto con su homólogo el presidente José López Portillo; 1981.

Visitas de alto nivel de Bangladés a México
- Presidente Abdus Sattar (1981)
- Viceministro de Relaciones Exteriores Mohamed Mijarul Quayes (2011)
- Ministro de finanzas Abul Maal Abdul Muhith (2014)
- Ministro de Estado Shahriar Alam (2015, 2021)

Visitas de alto nivel de México a Bangladés
- Senadora  Gabriela Cuevas Barron (2017)

## Acuerdos bilaterales
Ambas naciones han firmado algunos acuerdos bilaterales, como un Acuerdo sobre la eliminación de la visa para titulares de pasaportes diplomáticos y oficiales (2013); Acuerdo sobre la Asistencia Administrativa Mutua en Asuntos Aduaneros (2013) y un Memorando de Entendimiento sobre la Consulta de Relaciones Exteriores (2015).

## Comercio
En 2023, el comercio bilateral entre ambas naciones ascendió a $674.6 millones de dólares. Las principales exportaciones de Bangladés a México incluyen: prendas de vestir, calzado, pieles, utensilios de cocina y equipos de gimnasia. Las principales exportaciones de México a Bangladés incluyen: algodón, productos químicos, semillas, máquinas de rayos X, equipos médicos, y teléfonos, incluidos los teléfonos móviles.

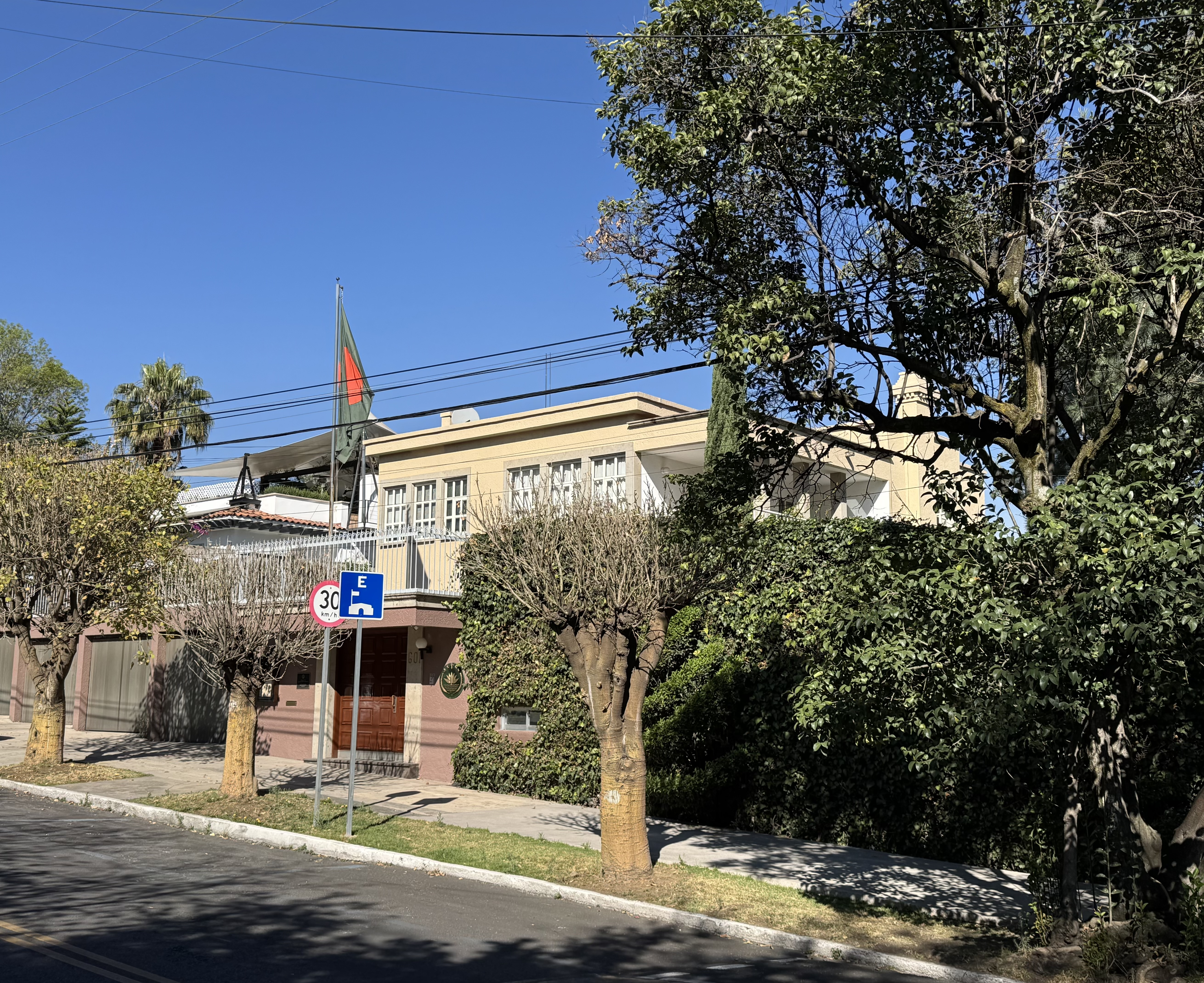
Embajada de Bangladés en la Ciudad de México

## Misiones diplomáticas residentes
- Bangladés tiene una embajada en la Ciudad de México.[11]
- México está acreditado ante Bangladés a través de su embajada en Nueva Delhi, India y mantiene un consulado honorario en Daca.[12]